# Alison Lohman
Alison Marion Lohman (Palm Springs, 18 de setembro de 1979) é uma ex-atriz norte-americana..

## Carreira
Em 1997 após terminar o colegial, Lohman se mudou para Los Angeles, Califórnia para prosseguir a sua carreira de atriz. Estreou no cinema com os filmes Kraa! The Sea Monster e Planet Patrol.
Lohman atuou em White Oleander, uma adaptação do romance de Janet Fitch ao lado de
Michelle Pfeiffer, Robin Wright Penn e Renée Zellweger e dirigido por Peter Kosminsky. Embora o filme não teve sucesso nas bilheterias (que abriu com US$5,6 milhões em 1.510 cinemas), recebeu críticas generosas e o desempenho de Lohman, reuniu-se com a aclamação da crítica, sendo descrito como o seu "papel inovador" por fontes da mídia.
No ano seguinte ela apareceu em Matchstick Men dirigido por Ridley Scott. Ela estrelou com Nicolas Cage e Sam Rockwell, e embora ele não foi um sucesso de bilheteria, tsnto Lohman que continuou a receber elogios da crítica. Mais tarde naquele ano, ela apareceu no Big Fish de Tim Burton que continuou sua tendência de aparecer em filmes aclamados, mas um fracasso comercial.
Em 2005, ela apareceu em Where the Truth Lies. O filme originalmente recebido uma classificação "NC-17" pelo seu conteúdo gráfico sexual, e não na bilheteria. Alguns críticos (como Roger Ebert) senti que ela estava bem adequada para o papel. Sua característica seguinte em The Big White, incluiu atores como Robin Williams, Holly Hunter e Tim Blake Nelson, mas no entanto foi diretamente em vídeo. No mesmo ano, Lohman expressou o personagem-título no filme Nausicaä of the Valley of the Wind.
Participou do filme Flicka, que foi lançado em 20 de outubro de 2006. Com 25 anos, Lohman neste filme interpretou uma menina de 16 anos que faz amizade com um cavalo selvagem no filme. Lohman nunca tinha montado em um cavalo antes das filmagens e treinou rigorosamente por um mês. Ela disse que estava "constantemente emocionada fisicamente" ao trabalhar com os cavalos. Ela interpretou uma viciada em heroína no filme Things We Lost in the Fire.
Lohman substituiu a atriz Elliot Page no filme Drag Me to Hell, que foi lançado em 29 de maio de 2009.
Lohman, que é frequentemente escalada como uma adolescente, disse que ela acredita que os "olhares mais jovens tem em agir" do que sua idade.

## Vida pessoal

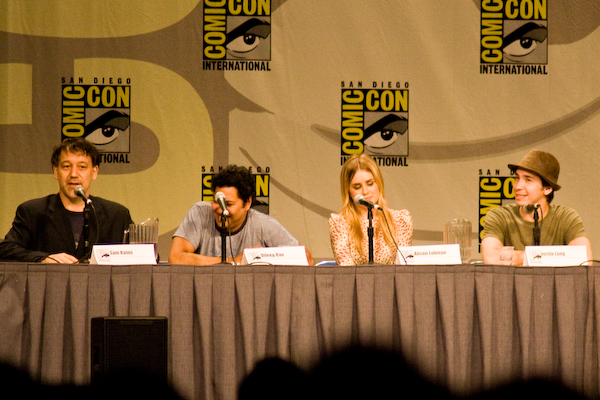
Lohman junto com os atores Dileep Rao, Justin Long e o diretor Sam Raimi na San Diego Comic-Con International em 2008.

Lohman nasceu e cresceu em Palm Springs, Califórnia, filha de Diane uma proprietário de uma pastelaria e Gary Lohman um arquiteto. Ela tem um irmão mais novo, Robert (nascido em 1982). Ela tem dois gatos, Monk e Clint. A família dela não tinha conexões com a indústria, mas aos nove anos ela interpretou Gretyl em The Sound of Music na Palm Desert's McCallum Theater. Dois anos mais tarde, ela ganhou o prêmio para o papel-título de Annie. Com 17 anos, Lohman tinha aparecido em 12 diferentes grandes produções e tinha sido uma cantora de apoio para os gostos de Frank Sinatra, Bob Hope e Desert Symphony.
Como uma sénior, era um premiada da National Foundation for Advancement in the Arts e foi oferecida a oportunidade de estudar na Tisch School of the Arts, mas se recusou.
Lohman é casada com o diretor Mark Neveldine, em Watertown, Nova Iorque, no dia 19 de agosto de 2009, na Igreja Católica de Santo Antônio. Em 2010, Lohman deu à luz o primeiro filho do casal, um menino, Billy Neveldine em Bucareste, Roménia.

## Filmografia

### Filmes
| Ano  | Título                             | Papel                    | Notas                     |
| ---- | ---------------------------------- | ------------------------ | ------------------------- |
| 1998 | Kraa! The Sea Monster              | Curtis                   |                           |
| 1999 | Planet Patrol                      | Patrolman Curtis         | Vídeo                     |
| 1999 | The Auteur Theory                  | Rosemary (adolescente)   |                           |
| 1999 | The Thirteenth Floor               | Menina                   |                           |
| 2000 | The Million Dollar Kid             | Courtney Hunter          |                           |
| 2001 | Alex in Wonder                     | Camelia Jameson          |                           |
| 2001 | Delivering Milo                    | Ms. Madeline             |                           |
| 2002 | White Oleander                     | Astrid Magnussen         |                           |
| 2002 | White Boy                          | Amy                      |                           |
| 2003 | Big Fish                           | Sandra Templeton (jovem) |                           |
| 2003 | Matchstick Men                     | Angela                   |                           |
| 2005 | Nausicaä of the Valley of the Wind | Nausicaä                 | Voz na dublagem em inglês |
| 2005 | The Big White                      | Tiffany                  |                           |
| 2005 | Where the Truth Lies               | Karen O'Connor           |                           |
| 2006 | Delirious                          | K'harma Leeds            |                           |
| 2006 | Flicka                             | Katy McLaughlin          |                           |
| 2007 | Beowulf                            | Ursula                   |                           |
| 2007 | Things We Lost in the Fire         | Kelly                    |                           |
| 2009 | Drag Me to Hell                    | Christine Brown          |                           |
| 2009 | Gamer                              | Trace                    |                           |
| 2015 | The Vatican Tapes                  | Paciente                 | [ 13 ]                    |
| 2016 | Urge                               | Mãe                      | [ 13 ]                    |
| 2016 | Officer Downe                      | Irmã Blister             | [ 13 ]                    |

### Televisão
| Ano  | Título             | Papel           | Notas                            |
| ---- | ------------------ | --------------- | -------------------------------- |
| 1998 | Pacific Blue       | Molly           | Episódio: "Seduced"              |
| 1998 | 7th Heaven         | Barbara         | Episódio: "Let's Talk About Sex" |
| 1999 | Crusade            | Claire          | Episódio: "The Long Road"        |
| 1999 | Safe Harbor        | Hayley          | 4 episódios                      |
| 2000 | Sharing the Secret | Beth Moss       | Telefilme                        |
| 2000 | Tucker             | McKenna Reid    | 13 episódios (2000–2001)         |
| 2001 | Pasadena           | Lily McAllister | 13 episódios (2001–2002)         |